# Zdenko Radulj
Zdenko Radulj (Bjelovar, 6. siječnja 1953.) - hrvatski vojni pilot, brigadni general Hrvatske vojske i pukovnik Jugoslavenske narodne armije.
Rođen je 6. siječnja 1953. u obitelji Vida Radulja. U Jugoslavenskom ratnom zrakoplovstvu (JRZ) služio je od 1973. do 1991. godine. Priključio se Hrvatskom ratnom zrakoplovstvu 1991., gdje je sudjelovao u vojnim zadaćama tijekom Domovinskog rata. 
Dana, 2. svibnja 1995 godine, drugi dan Operacije Bljesak, brigadir Radulj je sa svojim MiG-om-21 izvršavao borbenu zadaću kod Stare Gradiške i Bosanske Gradiške. U borbenom zadatku su sudjelovala još tri MiG-a-21 HRZ-a tj. brigadir Ivan Selak kao vođa eskadrile, brigadir Rudolf Perešin i pukovnik Ivica Ivandić. Tog dana je poginuo brigadir Perešin, dok je istovremeno MiG-21 brigadira Radulja bio teže oštećen pogocima srpske protuzračne odbrane, te je bio prisiljen vratiti se nazad u bazu. 
Brigadir Radulj je do 2001. godine bio zapovjednik 91. zrakoplovne baze Pleso u Zagrebu. Odlikovan je Redom Nikole Šubića Zrinskog za junački čin u ratu 1995. godine.
Apelacijski sud u Beogradu podigao je optužnicu protiv njega i još trojice časnika hrvatskog ratnog zrakoplovstva za navodne ratne zločine počinjene u “Oluji”.